# Halmaheramys bokimekot
Genre
Espèce
Halmaheramys bokimekot, unique représentant du genre Halmaheramys, est une espèce de rongeurs de la sous-famille des Murinae.

## Distribution
Cette espèce est endémique de Halmahera dans les Moluques en Indonésie.

## Publication originale
- Fabre, Pagès, Musser, Fitriana, Fjeldså, Jennings, Jønsson, Kennedy, Michaux, Semiadi, Supriatna & Helgen, 2013 : A new genus of rodent from Wallacea (Rodentia: Muridae: Murinae: Rattini), and its implication for biogeography and Indo-Pacific Rattini systematics. Zoological Journal of the Linnean Society, vol 169, n° 2, p. 408–447.